# Louis Duprat
Louis Duprat, surnommé « Piloux », né le 27 octobre 1857 à Saint-Martin du Gers et mort après 1937, est un tailleur, caviste et militant syndicaliste et anarchiste français. Proche d'Émile Pouget, de Louise Michel et de sa compagne, Louise Pioger, il occupe une place notable au sein du mouvement anarchiste de la Belle Époque, écrivant dans plusieurs journaux, organisant de nombreuses actions et étant visé au procès des Trente.
Né dans le Gers, Duprat commence à exercer comme tailleur et rejoint Paris, où il s'intègre au mouvement anarchiste et côtoie d'autres militants, comme Louise Michel ou Émile Pouget. Membre de nombreux groupes, comme La Panthère des Batignolles, Duprat participe à un certain nombre de journaux, rassemble les fonds pour lancer La Vengeance Anarchiste et s'implique avec Louise Duval, épouse de Clément Duval, dans l'aide aux déportés au bagne, comme Vittorio Pini. Il défend généralement des positions proches de celles de Pouget dans les groupes auxquels il participe. À partir de 1890, Duprat achète une échoppe de vin, qui devient rapidement un lieu de rassemblement des anarchistes en France.
Il est ciblé par le procès des Trente, en 1894, condamné à vingt ans de déportation au bagne par contumace, alors qu'il se trouve au Royaume-Uni avec Pioger, puis revient quelques mois plus tard en France, lorsque la répression est moins importante. Ayant fait appel de sa condamnation, il est acquitté.
Sa photographie policière fait partie des collections du Metropolitan Museum of Art (MET).

## Biographie
François Louis Duprat naît à Saint-Martin du Gers le 27 octobre 1857,. Selon son acte de naissance, il est fils de Julie Marie Salles et de Simon Duprat, laboureur.

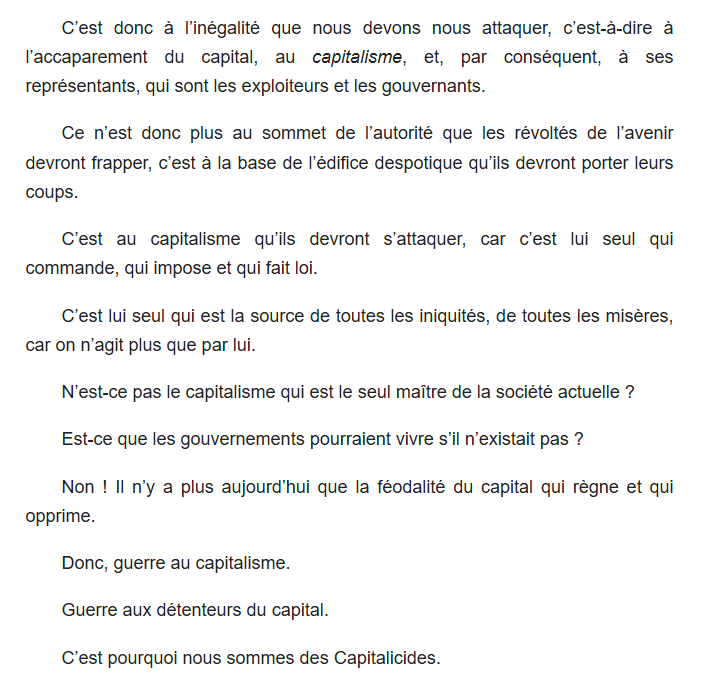
Extrait de l'article anonyme Le Capitalicide dans La Vengeance Anarchiste (Wikisource - Archives anarchistes) - 1883

Il travaille comme tailleur et rejoint le mouvement anarchiste et Paris. En juin 1882, il y fonde un groupe anarchiste, L'Aiguille, avec d'autres membres du syndicat des tailleurs, qui est alors exclusivement anarchiste - la première secrétaire de ce groupe est Louise Michel. Ce groupe - où se trouvent aussi d'autres militants, comme Émile Pouget, s'engage dans toutes les manifestations et luttes sociales qu'il peut dès le départ.
Duprat rejoint la Panthère des Batignolles et la Sentinelle révolutionnaire pendant cette période. En 1883, il est nommé trésorier en charge de recevoir les dons des compagnons pour fonder le journal La Vengeance Anarchiste.
En 1884, il participe à agiter des ouvriers sans emploi et est l'un des principaux contributeurs de Terre et liberté avec Antoine Rieffel. Cette publication anarchiste communiste est rapidement poursuivie pour « incitation au pillage », remplacée par Rieffel-Duprat par L'Audace, avant que Rieffel n'écope de deux ans de prison.
L'année suivante, Duprat est remarqué car il distribue des numéros du journal bruxellois Ni Dieu, ni maître lors de réunions. Il est suspecté par la police d'être l'un des auteurs de L'Action, une brochure à laquelle il aurait participé et qui est un manuel de confection d'explosifs.

Duprat fait partie des fondateurs de la Ligue des antipatriotes. Il côtoie à la fois le Cercle anarchiste international et le groupe La Sentinelle - où il se rend avec son épouse et est accusé en 1888 de n'avoir pas envoyé les sommes dues à Clément Duval ou encore Antoine Cyvoct,. Au sein du Cercle anarchiste international, il est proche des positions de Pouget et soutient l'action des anarchistes au sein des syndicats.

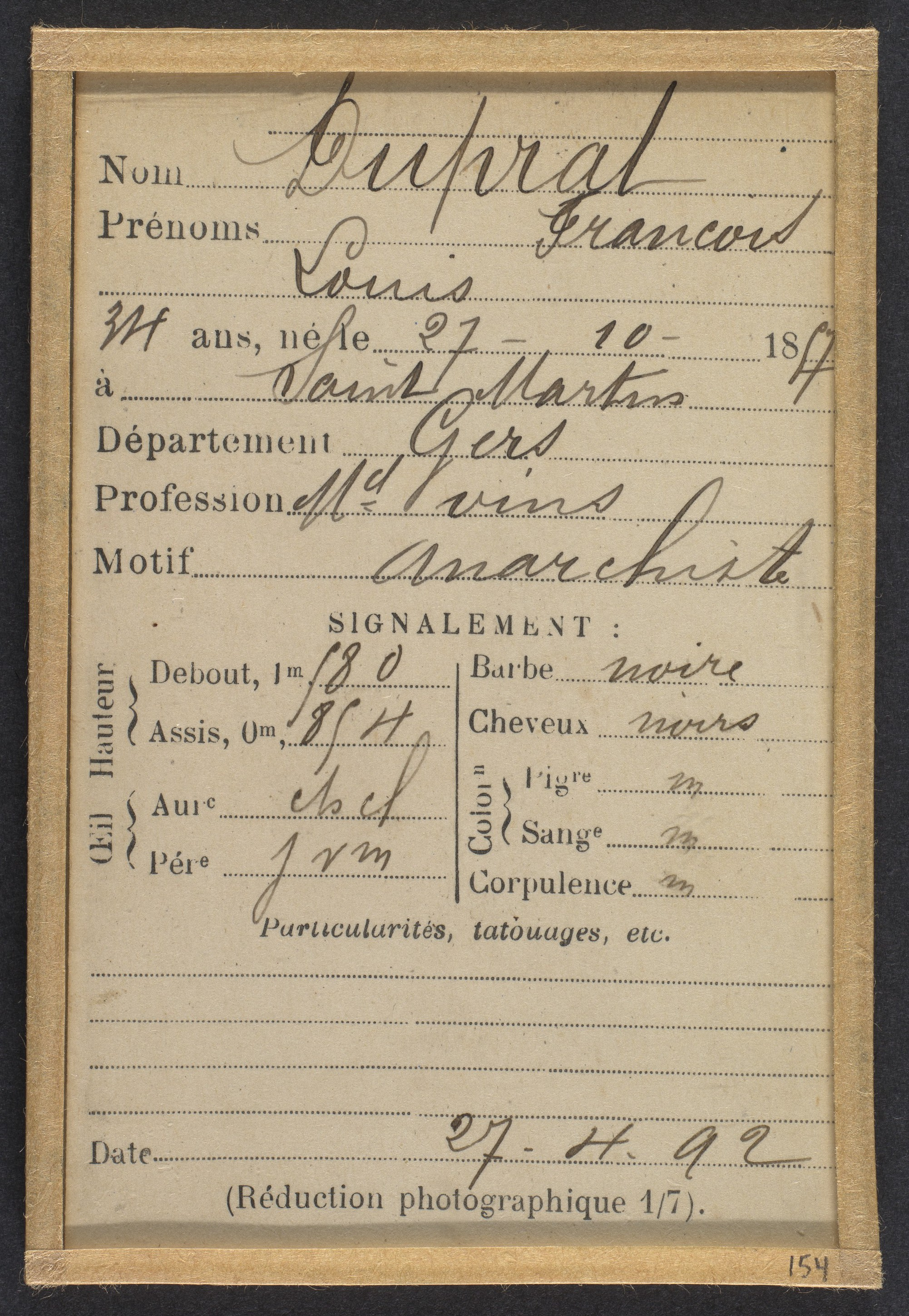
Fiche sur Duprat par Alphonse Bertillon (1894)

Il refonde La Sentinelle après un temps - la militante anarchiste Louise Duval - épouse de Clément - s'y rend, entre autres. Leur groupe se renomme Les anarchistes de Montmartre car un groupe boulangiste vient de prendre le même nom. Ils cherchent entre autres à organiser des soirées pour soutenir les anarchistes déportés au bagne, comme Vittorio Pini. Il appartient aussi au groupe Les Dynamiteurs pendant cette période.
À partir de 1890, il établit un commerce de vins au 11 rue Ramey, qui devient un lieu de rassemblement pour les compagnons anarchistes,.
Il est arrêté « préventivement » avant le 1er mai 1892 comme de nombreux autres anarchistes en France. Il est perquisitionné pendant la répression de janvier et février 1894 et décide de s'exiler au Royaume-Uni avec sa compagne, la militante anarchiste Louise Piogier,.

### Procès des Trente
Avec Pouget, exilé comme lui, il est alors mis en procès pendant le procès des Trente, visant trente figures de l'anarchisme en France destinées à être condamnées dans un procès politique après l'assassinat de Sadi Carnot par Sante Caserio. Les autorités mêlent les illégalistes de la bande à Ortiz à des figures de l'anarchisme - comme lui. Accusé d'association de malfaiteurs avec des personnes qu'il n'a jamais vu - il est tout de même condamné par contumace à vingt ans de déportation au bagne,.
Cependant, les jurés acquittent la plupart des accusés du procès et le climat répressif visant les anarchistes évolue - il revient donc en France l'année suivante, décidé à faire appel,. Il est arrêté dès son arrivée à Paris - alors qu'il va voir Sébastien Faure, le 4 mars 1895, puis acquitté lors de la révision de son procès,. La police le recense encore comme anarchiste en 1901.

## Postérité

### Photographie policière
Sa photographie policière fait partie des collections du Metropolitan Museum of Art (MET).